# Condado de Grand Traverse
O Condado de Grand Traverse é um dos 88 condados do estado americano de Michigan. A sede do condado é Traverse City, e sua maior cidade é Traverse City.
O condado possui uma área de 1 527 km² (dos quais 352 km² estão cobertos por água), uma população de 77 654 habitantes, e uma densidade populacional de 64 hab/km² (segundo o censo nacional de 2000).